# Waldo Jameson
Waldo Jameson (1965)  is een Surinaams oud-militair en bestuurder. Hij raakte tweemaal gewond tijdens de Binnenlandse Oorlog. Hij is secretaris-generaal van de Surinaamse Vereniging van Veteranen en Ex-militairen en bestuurslid van het Comité Slachtoffers en Nabestaanden van Politiek Geweld.

## Biografie
Jameson wilde aanvankelijk muzikant worden. In april 1986 koos hij echter op 21-jarige leeftijd voor het Nationale Leger. Dit idee kwam van zijn zus, al zag hij het zelf ook zitten. Hij zou discipline bijleren en elk jaar promotie kunnen maken. Enkele maanden na zijn toetreding brak de Binnenlandse Oorlog uit. Voordat hij echt besefte wat oorlog was, werden de soldaten de jungle in gestuurd en kregen ze de opdracht om landgenoten dood te schieten. Hierover verhaalde hij later dat dit een opdracht was die hem zwaar viel. Hij raakte op 27 oktober 1986 gewond bij een aanval van het Junglecommando op de militaire post van Stolkertsijver; sinds die aanval zijn granaatscherven in zijn schouder blijven zitten. In 1987 kwam hij met inwendige bloedingen in het hospitaal terecht, nadat de pantserwagen waarin hij zat in Patamacca in een hinderlaag van het Junglecommando liep. Naast de lichamelijke wonden hield hij psychische klachten aan de oorlog over.
In 1990 ging een groot deel van de administratie van het leger in vlammen op, tijdens de brand van Gebouw 1790. Hierin lag onder meer het bewijs opgeslagen dat hij tijdens de oorlog gewond in het hospitaal had gelegen. Het gevolg was dat hij als deserteur aangemerkt werd en daarmee het recht op een maandelijkse vergoeding en een pensioen verloor. Volgens hem kregen de rebellen bij de vrede in 1992 amnestie, maar bleven soldaten van het leger in de kou staan.
Veel van zijn medestrijders liepen een posttraumatische stressstoornis op en zijn onderuit gegaan door alcohol of drug. Jameson is er daardoor van overtuigd, dat na de oorlog de meeste militairen om het leven zijn gekomen. "Ik neem het alle opeenvolgende regeringen die we sindsdien hebben gehad kwalijk dat zij nooit wat hebben gedaan om het probleem van de oud-strijders echt op te lossen. Zelfs president Bouterse heeft het probleem min of meer laten liggen," aldus Jameson. Volgens hem hadden veel levens gered kunnen worden.
In 2017 werkt hij als ambtenaar voor het ministerie van Defensie en heeft hij daarnaast een bijbaan in een kapsalon, wat dan nog te weinig is om van rond te komen. In 2014 werd hij gekozen tot voorzitter en in 2016 tot secretaris-generaal van de Surinaamse Vereniging van Veteranen en Ex-militairen. Daarnaast is hij sinds de oprichting in 2016 bestuurslid bij het Comité Slachtoffers en Nabestaanden van Politiek Geweld, die zich naast de slachtoffers ook inzet voor de militairen tijdens de Binnenlandse Oorlog en de Decembermoorden in 1982.